# لارنس لاکهارت

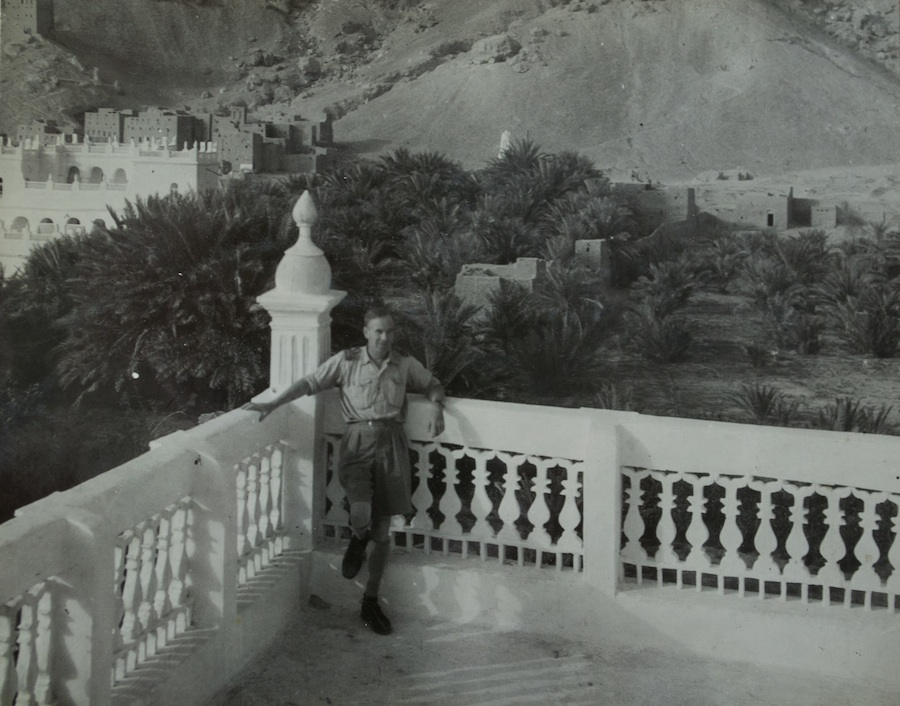
لارنس لاکهارت، پژوهش‌گر و تاریخ‌نگار – حوالی ۱۹۲۰

لارنس لاکهارت (به انگلیسی: Laurence Lockhart) (زاده‌ ۹ ژوئیه ۱۸۹۰ – مرگ ۳ مه ۱۹۷۵) تاریخ‌نگار، پژوهش‌گر و ایرانشناس بریتانیایی بود که از سال ۱۹۲۴ به مدت ۳۰ سال به‌طور مرتب به ایران رفت‌وآمد داشت و بیشتر این ایام را در ایران زندگی کرد. از آثار او می‌توان کتاب‌های «نادر شاه (لندن ۱۹۳۸)» و«انقراض سلسلهٔ صفویه» را نام برد؛ همچنین او جزو نویسندگان مجموعهٔ تاریخ ایران کمبریج بوده‌است. او سردبیر ایران: مجله انجمن ایرانشناسی بریتانیا بود.
لاکهارت در ایران به عکاسی نیز مشغول بود.
لوکهارت بیشتر دوران کودکی خود را در آفریقای جنوبی گذراند، جایی که پدرش در صنعت معدن مشغول به کار بود. هنگامی که برای تحصیل در دبیرستان به خانه بازگشت، بیمار شد و برای گذراندن زمستان و بهبودی به قاهره فرستاده شد. اقامت او در آنجا، با توسعه مهارتی ابتدایی در خواندن، نوشتن و صحبت کردن به زبان عربی، علاقه او را به خاورمیانه برانگیخت. او در کالج پمبروک، دانشگاه کمبریج، به تحصیل تاریخ پرداخت و در سال ۱۹۱۳ مدرک لیسانس هنر را دریافت کرد. او دو سال دیگر در آنجا ماند تا زبان‌های عربی و فارسی را تحت هدایت چهره‌های برجسته‌ای مانند ادوارد جی. براون و رینولد آ. نیکلسون مطالعه کند و با بالاترین افتخارات علمی در این رشته‌ها فارغ‌التحصیل شد. آسیب دیدگی زانو او را از خدمت سربازی در جنگ جهانی اول معاف کرد، بنابراین به عنوان کارمند در وزارت امور خارجه بریتانیا مشغول به کار شد.
طی دو دهه بعد (۱۹۱۹-۱۹۳۹) او برای شرکت نفت انگلیس و ایران (که در سال ۱۹۳۵ به «شرکت نفت انگلیس و ایران» [AIOC] و در سال ۱۹۵۴ به «بریتیش پترولیوم» [BP] تغییر نام داد) کار کرد. اولین مأموریت او در شرکت، مدتی در مکزیک (۱۹۱۹-۱۹۲۶) بود، سپس به ایران منتقل شد، جایی که مهارت‌هایش در زبان فارسی برای عملیات شرکت در تهران مفید بود. او چهار سال (۱۹۲۶-۱۹۳۰) در آنجا زندگی کرد و از نزدیک آغاز سلطنت رضا شاه پهلوی را تجربه کرد. اگرچه کار او بیشتر شامل وظایف اداری معمول بود، اما توانست سفرهای متعددی به بخش‌های مختلف ایران داشته باشد و از کشور در حالی که این دوره گذار بزرگ را تجربه می‌کرد، عکس بگیرد. او همچنین موفق به انتشار اولین مقالات دانشگاهی خود شد. او در سال ۱۹۳۰ به دفتر مرکزی شرکت در لندن بازگشت و تا سال ۱۹۳۹ در آنجا خدمت کرد. در این دوره، لوکهارت به موازات حرفه تجاری خود، به فعالیت‌های دانشگاهی ادامه داد و مقالات علمی کوتاه متعددی در مورد طیف گسترده‌ای از موضوعات منتشر کرد. در اوقات فراغت خود، تحقیقات گسترده‌ای در مورد ایران و تاریخ ایران، با تمرکز ویژه بر رویدادهای اواخر دوره صفویه و قرن هجدهم انجام داد. در سال ۱۹۳۵، او در نهایت مدرک دکتری خود را از دانشکده مطالعات شرقی و آفریقایی لندن در سال ۱۹۳۵ دریافت کرد.
نسخه اصلاح شده رساله دکترای او، اولین مطالعه علمی مدرن و کامل درباره نادرشاه افشار، حاکم قرن هجدهم ایران (حکومت ۱۱۴۸-۶۰/۱۷۳۶-۴۷)، به عنوان یک تک‌نگاشت در سال ۱۹۳۸ منتشر شد. ظاهراً یکی از جذاب‌ترین وظایف او در شرکت، مأموریتش برای نوشتن تاریخچه شرکت برای توزیع خصوصی بود. این اثر به پایه و اساس چندین تاریخ رسمی بعدی بریتیش پترولیوم تبدیل شد. در سال ۱۹۳۹، لوکهارت کتاب «شهرهای مشهور ایران» را منتشر کرد، مجموعه‌ای از سفرنامه‌های او در ایران که در ابتدا در مجله «نفت» (مجله داخلی AIOC) منتشر شده بود.
او تمام فعالیت‌های تجاری و دانشگاهی خود را در طول جنگ جهانی دوم متوقف کرد. خدمت او در زمان جنگ در شاخه اطلاعاتی نیروی هوایی سلطنتی در شمال آفریقا و خاورمیانه (۱۹۴۰-۱۹۴۴) آغاز شد که او را برای مدت کوتاهی به ایران بازگرداند. سپس مدتی (۱۹۴۴-۱۹۴۵) در بخش تحقیقات وزارت امور خارجه بریتانیا، در دفتری به رهبری مورخ آرنولد جی. توینبی خدمت کرد. پس از جنگ، او تا سال ۱۹۴۸ به کار در AIOC ادامه داد، زمانی که از شرکت بازنشسته شد تا به طور تمام وقت به فعالیت‌های علمی بپردازد. این در نهایت او را به کمبریج بازگرداند، جایی که از سال ۱۹۵۳ تا زمان مرگش در سال ۱۹۷۵ در آنجا اقامت داشت. در این سال‌ها، او سفرهای متعددی به ایران داشت و همچنین جریان ثابتی از مقالات و سایر نشریات را تولید کرد. او همچنین در کمک به تأسیس مرکزی برای مطالعات خاورمیانه در کمبریج مشارکت داشت. به پاس قدردانی از دستاوردهای او، او به عنوان عضو انجمن سلطنتی تاریخ انتخاب شد و در سال ۱۹۶۰ مدرک دکترای ادبیات (Litt.D.) را از دانشگاه کمبریج و همچنین مدال یادبود سر پرسی سایکس از انجمن سلطنتی آسیای مرکزی در سال ۱۹۶۴ دریافت کرد. آخرین سفر او به ایران در سال ۱۹۷۱ انجام شد، زمانی که در جشن ۲۵۰۰ سال سلطنت ایران در تخت جمشید شرکت کرد.
اگرچه لوکهارت هرگز مقام دانشگاهی رسمی نداشت، اما در طول زندگی حرفه‌ای خود و حتی پس از بازنشستگی، در فعالیت‌های دانشگاهی مشغول بود. دو مقاله اول او که در سال ۱۹۲۶ منتشر شد، ترجمه‌های حاشیه‌نویسی شده از منابع معاصر به زبان‌های پرتغالی و اسپانیایی درباره نادرشاه افشار بود. طی پنج دهه بعد، او آثار متنوعی در مورد موضوعات خاورمیانه و ایرانی تألیف کرد. دو مورد از مهمترین آنها، «نادرشاه» (۱۹۳۸) و «سقوط سلسله صفویه» (۱۹۵۸) همچنان تک‌نگاشت‌های استاندارد در ایرانشناسی هستند. مارتین دیکسون نقدی تند بر دومی نوشت، نقدی که گاهی به عنوان پیش درآمدی بر تحلیل ادوارد سعید از شرق‌شناسی دیده می‌شود. دیکسون به لوکهارت برای کشف منابع اولیه جدید و استفاده از دانش روسی به روشی جدید تبریک گفت، اما او همچنین به دلیل فلسفه تاریخش، که دیکسون آن را مبتنی بر «شاخص فرضی مردانگی» می‌دانست که در آن اروپایی‌ها رتبه بالاتری از «شرقی‌ها» داشتند و ایرانیان پایین‌تر از همه قرار می‌گرفتند، او را به شدت مورد انتقاد قرار داد.
از دیگر آثار قابل توجه لوکهارت می‌توان به «شهرهای فارسی» (۱۹۶۰)، نسخه به روز شده «شهرهای مشهور ایران»، و همچنین مقالات مهم در مورد ارتش صفوی (۱۹۵۹)، حسن صباح و حشاشین (۱۹۳۰)، توسعه قوانین اساسی در ایران (۱۹۵۹)، علاوه بر ورودی‌های متعدد دایره‌المعارف و همچنین ترجمه‌ها و ویرایش‌های گزارش‌های مسافران اروپایی پیش از دوران مدرن در ایران اشاره کرد. نسخه فشرده‌ای از تاریخ او از آغاز صنعت نفت ایران در «تاریخ اقتصادی ایران» چارلز عیسوی گنجانده شد. لوکهارت همچنین ویراستار جلد ششم «تاریخ کمبریج ایران» (با تمرکز بر دوران تیموری و صفوی) و همچنین سردبیر مؤسس مجله «ایران» (مجله مؤسسه بریتانیایی ایرانشناسی) بین سال‌های ۱۹۶۳ و ۱۹۶۷ بود. انتشار آثار او پس از مرگش با انتشار کتاب «تصاویری از ایران» در سال ۲۰۰۲، کتابی که توسط چارلز ملویل و جیمز بامبرگ از عکس‌هایی که لوکهارت در سفرهای مختلف به ایران گرفته بود، ویرایش شده بود، ادامه یافت.